# Helsingborgs Ångtegelbruk

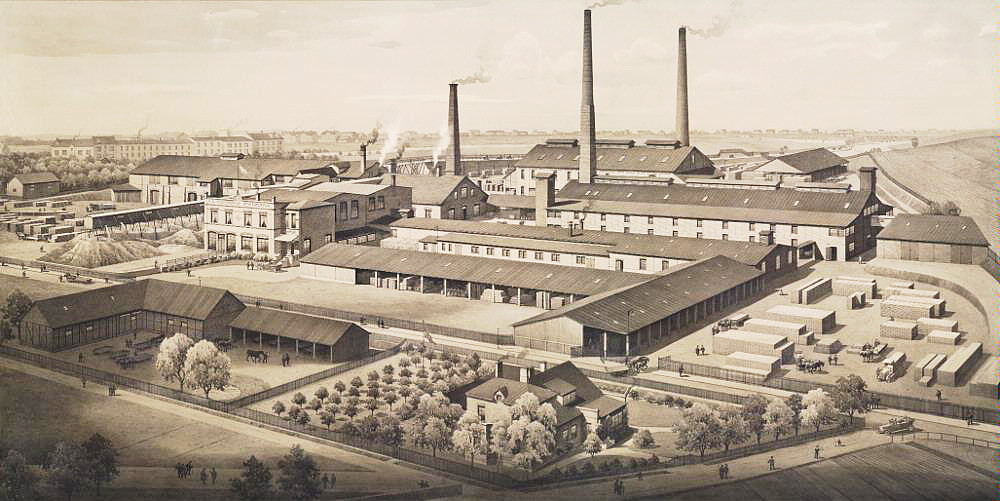
Helsingborgs Ångtegelbruk, cirka 1912.

Helsingborgs Ångtegelbruk AB var ett tegelbruk i Helsingborg, som tillverkade Helsingborgstegel.

## Historik
Helsingborgs Ångtegelbruk grundades 1873 av Nils Persson och Carl Gustaf Stewénius (1835–1896) och blev aktiebolag år 1880. Den senare lämnade tidigt ägarskapet. År 1898 övertog Nils Perssons svärson Gustav Peyron (1867–1941) ledningen för företaget, och han efterträddes i sin tur av sonen Carl Peyron (1896–1945). Denne ledde företaget till sin död 1945 och efterträddes av hustrun Stina Peyron (1916–1981).

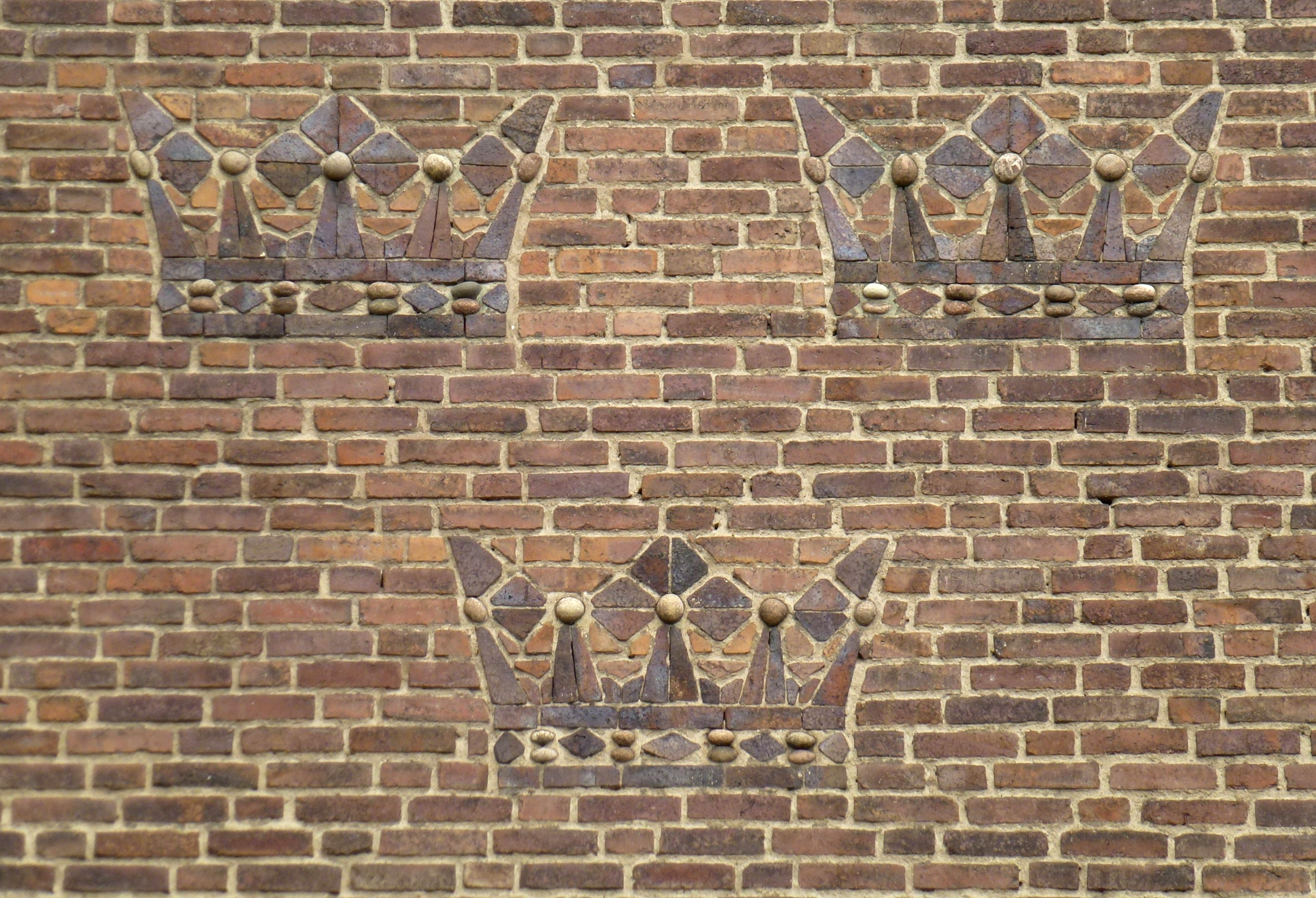
Mönstermurning på Stockholms stadion med tegel från Helsingborgs Ångtegelbruk.

Tegelbruket låg i södra Helsingborg vid Gustav Adolfs gata med lertäkt ovanför i Närlunda. Detta företag använde lerskiffer som råvara vilken gav ett tegel med rödlila till brunröd färg. Lerskiffern fraktades från lertaget på ett industrispår med 600 millimeter spårvidd med hästdragna vagnar fram till 1938, då ett 12 hästkrafters dieselmotorlok från E. W. Lundströms Mek. Verkstad AB i Limhamn ersatte hästen. Lertaget var Skånes djupaste, med ett djup på 8 meter år 1912 och 18 meter år 1947. År 1890 tillverkade 69 arbetare 3 miljoner tegel med ett värde av 80 000 kronor. Det var år 1928 landets största tegelbruk.
År 1930 tillverkade 78 arbetare 19 127 ton varor. Förutom murtegel tillverkades trottoarklinker, syrafast tegel och golvplattor. Tegelbruket hade år 1938 en ringugn och en kammarugn. Från 1900 var tegelbruket ett av stadens största industriföretag och hade en produktion på fem miljoner enheter med export till andra delar av landet och utomlands. 
I slutet av 1960-talet bytte tegelbruket mark med kommunen och fick då mark på gården Ekedal, där liknande lera kunde brytas som brutits vid Närlunda (till 1968). År 1969 hade företaget 42 arbetare och 10 tjänstemän. År 1972 flyttade tillverkningen till det övertagna Högs tegelbruk, fortfarande med lera från Ekedal som råvara. År 1978 lades tillverkningen och företaget ner. På industritomten uppfördes 1985 Hotel Horisont. Lergraven i Närlunda är numera en park och tillsammans med Jordbodalen del av Jordbodalen med Ångtegelgropens naturreservat.
Det lokala namnet i Skåne för tegelsten från Helsingborgs Ångtegelbruk var ”Persasten”. Sten från den lokala huvudkonkurrenten Rögle tegelbruk kallades ”Olsasten” efter ägaren Petter Olsson.